# Коритата (защитена местност, община Септември)
Вижте пояснителната страница за други значения на Коритата.
Коритата е защитена местност, разположена в рида Алабак, Западни Родопи. Заема площ от 10,7 ха в землището на Варвара. Създадена е с цел опазване на характерен ландшафт.
На 8 април 1972 г. местността е обявена за историческо място, представляващо държавна гора и място за сформиране на партизански отряд „Антон Иванов“ през 1941 г. През април 2003 г. е прекатегоризирана в защитена местност, като площта и режимите на дейностите се запазват.